# Giovanni Domenico Ferrucci

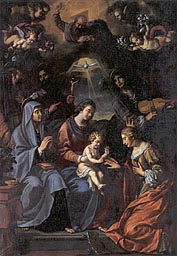
Desposorios místicos de santa Catalina, 1676, óleo sobre lienzo, 270 x 200 cm, Lucca, Iglesia de Santa Ana.

Giovanni Domenico Ferrucci (Fiesole, 1619 - Lucca, después de 1669) fue un pintor barroco italiano activo principalmente en Lucca. 

## Biografía
Nacido en Fiesole, no se tienen otras noticias de su vida hasta su establecimiento en Lucca, documentado en 1651. Por las fuentes literarias y razones estilísticas se le supone discípulo de Cesare Dandini, aunque en sus primeras obras se evidencia también la influencia de Francesco Curradi. Su producción fechada queda encuadrada cronológicamente entre la Virgen del Carmen de la parroquia de San Martino in Vignale (1652) y los Desposorios místicos de Santa Catalina de la iglesia de Santa Ana (1676). Antonio Franchi fue uno de sus discípulos en Lucca. 

## Obras
- San Antonio de Padua, iglesia de Santo Tomás, Lucca.
- San Antonio y San Pedro Mártires (1669), Iglesia de San Romano, Lucca.
- Virgen del Rosario, iglesia de Santa Maria Carignano, Lucca.
- Nuestra Señora del Monte Carmelo (1652), parroquia de Saint-Martino en Vignale.
- Desposorios místicos de Santa Catalina (1676), Iglesia de Santa Ana, Lucca.
- Volto Santo, Museo de la Catedral de Lucca.
- Ascensión, Curia Vescovile de Pistoia.
- La Sagrada Familia de retorno de Egipto.
- Alegoría de la vanidad de los bienes terrenales.